# Atoluca
Atoluca är en ort i Mexiko.   Den ligger i kommunen Teziutlán och delstaten Puebla, i den sydöstra delen av landet, 190 km öster om huvudstaden Mexico City. Atoluca ligger 1 761 meter över havet och antalet invånare är 5 187.
Terrängen runt Atoluca är huvudsakligen kuperad, men österut är den bergig. Runt Atoluca är det tätbefolkat, med 343 invånare per kvadratkilometer. Närmaste större samhälle är Teziutlan, 4,2 km söder om Atoluca. Omgivningarna runt Atoluca är en mosaik av jordbruksmark och naturlig växtlighet.